# 曼简螳科
曼简螳科（学名：Majangidae）为螳螂目的一个科。

## 下级分类
本科包括以下属：
- 布氏螳属 Brancsikia Saussure & Zehntner, 1895
- 小弓螳属 Danuriella Westwood, 1889
- 小拜螳属 Liturgusella Giglio-Tos, 1915
- 曼简螳属 Majanga Wood-Mason, 1891